# リカルド・ジ・オリヴェイラ
リカルド・ジ・オリヴェイラ（Ricardo de Oliveira, 1980年5月6日 - ）は、ブラジル・サンパウロ出身の元サッカー選手。元ブラジル代表。現役時代のポジションはフォワード。
「ヒカルド・オリベイラ」と表記されることもある。2度に渡って地元のサンパウロFCに在籍し、さらにスペイン・リーガ・エスパニョーラでは通算120試合に出場して58得点を挙げた。2004年にブラジル代表デビューし、コパ・アメリカとFIFAコンフェデレーションズカップに1度ずつ出場した。

## クラブ経歴

### デビュー直後
アソシアソン・ポルトゥゲーザ・ジ・デスポルトスからデビューし、サントスFCに移籍するまでに46試合に出場して23得点を挙げた。サントスFCではリーグ戦で14試合に出場して4得点を挙げたが、2003年のコパ・リベルタドーレスではリーグ戦以上の得点ラッシュを見せ、決勝でボカ・ジュニアーズに敗れるまでにゴールを量産して大会得点王に輝いた。

### バレンシアCF
2003年7月31日、スペイン・リーガ・エスパニョーラのバレンシアCFと5年契約を結び、サントスFCとバレンシアCFの共同保有選手となった。10月のFCバルセロナ戦 (1-0) ではロングシュートで決勝点を挙げ、11月のRCDマジョルカ戦 (5-0) ではハットトリックを達成した。ラファエル・ベニテス監督が率いるチームで21試合に出場して8得点を記録した。2003-04シーズンにはリーグ戦とUEFAカップの2冠に輝いたが、わずか1シーズンでバレンシアCFを去った。

### レアル・ベティス
2004年7月、400万ユーロと言われる移籍金でレアル・ベティスに移籍した。2004-05シーズンは37試合に出場して22得点を記録し、クラブ史上最高位の4位でUEFAチャンピオンズリーグ予選出場権を獲得した。同シーズンのコパ・デル・レイでは決勝でCAオサスナと対戦し、オリヴェイラの先制点などで相手を2-1で破って優勝した。2005-06シーズンのUEFAチャンピオンズリーグ予選3回戦ASモナコ戦では単独の突破で得点した。本選での初得点はRSCアンデルレヒト戦であり、チームメイトの2得点に続いてチームの3点目を決めた。2005年11月1日のチェルシーFC戦で靭帯を負傷した影響で、2005-06シーズンのリーグ戦では9試合の出場にとどまったが、4得点を挙げた。
2006年初頭、2006 FIFAワールドカップに出場するためにブラジルのサンパウロFCにレンタル移籍し、結局FIFAワールドカップ出場は叶わなかったが、8月10日までにサンパウロFCで戦い続けることを明言した。しかし、8月21日にはレアル・ベティス復帰が決まり、クラブと首脳陣への忠誠心の欠如が議論を巻き起こした。サンパウロFCとの契約は当初予定されていたコパ・リベルタドーレス決勝当日までであったが、南米サッカー連盟 (CONMEBOL) が決勝の日程を1週間先延ばしにし、この無計画な日程変更が復帰騒動を引き起こした。オリヴェイラは決勝への出場を希望し、ベティスとの交渉を行い、さらに国際サッカー連盟 (FIFA) の特別許可を得たが、ベティスが協力しなかったために決勝には出場できなかった。チームへの合流が遅れたことと、ベティスの許可なしにACミランのメディカルチェックを受けたことで、ベティスから2度の罰金処分を課された。

### ACミラン
2006年5月に発覚したカルチョ・スキャンダル後、イタリア・セリエAのACミランはアンドリー・シェフチェンコを失っており、その代役として2006年8月31日にオリヴェイラがACミランと5年契約を結んだ。移籍金は約1750万ユーロにも達するとされ、レアル・ベティスにはヨハン・フォーゲルが移籍した。シェフチェンコが着けていた背番号7を受け継ぐと、2006-07シーズン開幕戦のSSラツィオ戦 (2-1) 後半途中にデビューし、ゴールライン上からアンジェロ・ペルッツィの頭上を超えるヘディングシュートを決めた。しかし、2006-07シーズンのリーグ戦ではわずか2点しか挙げられず、コッパ・イタリアの2点を加えてもシーズン通算4点に終わった。2006年10月に起こった妹の誘拐事件の影響を受け、2007年3月12日に無事解放されるまでシーズンの大半を心理的な重圧の中で過ごした。
2007年7月14日、スペインのレアル・サラゴサにレンタル移籍した。アルゼンチン代表のディエゴ・ミリートと2トップのコンビを組み、2007-08シーズンのチーム総得点50点のうち、ふたりだけで33点を荒稼ぎしたにもかかわらず、レアル・サラゴサはセグンダ・ディビシオン（2部）降格となった。契約にはシーズン終了後に完全移籍ができるオプションが付けられており、2008年5月25日、1000万ユーロと言われる移籍金でACミランからレアル・サラゴサに完全移籍した。

### レアル・ベティス復帰
2009年1月後半、移籍金890万ユーロで古巣レアル・ベティスと2013年6月までの契約を結んだ。2月7日にエスタディオ・ラモン・サンチェス・ピスフアンで行われたセビージャFCとのセビージャ・ダービー (2-1) で移籍後初出場し、83分に決勝点を挙げた。最終節のレアル・バリャドリード戦 (1-1) では勝ち点に結びつく得点を挙げたが、17位のヘタフェCFと同勝ち点の18位に終わり、結局セグンダ・ディビシオン降格となった。彼とセルヒオ・ガルシアのふたりは2シーズン連続での降格を味わった。

### UAE
既にレアル・ベティスでプレシーズンを開始していた2009年7月中旬、レアル・ベティスが獲得した際よりも高額の約1400万ユーロでアラブ首長国連邦のアル・ジャジーラ・クラブに移籍した。2010年1月、母国のサンパウロFCにレンタル移籍したが、1シーズンで復帰。2014年からアル・ワスルFCへ移籍した。

### 母国復帰
2015年から、ブラジルのサントスFCへ移籍。そこで息を吹き返し、得点王に輝いた。
2018年、アトレチコ・ミネイロに移籍。
2020年9月29日、コリチーバFCに移籍した。
2022年2月5日、 アスレティック・クラブに加入した。
2023年1月2日、ブラジリアFCに加入した。
2023年7月28日、現役引退を表明した。

## 代表経歴
2004年5月25日、カタルーニャ代表との非公式親善試合 (5-1) でブラジル代表デビューし、その試合で得点を挙げた。同年7月にはコパ・アメリカ2004に出場するメンバーに選ばれ、7月8日のパラグアイ戦で国際Aマッチ初出場を果たした。7月18日の準々決勝・メキシコ戦で国際Aマッチ初得点を挙げ、優勝に貢献した。これ以後、ロナウド、アドリアーノ、ロビーニョなどの控えとしてブラジル代表に定着していった。2005年にはFIFAコンフェデレーションズカップ2005に出場して優勝したがクラブでのプレー中に怪我を負い、予想より早く復帰したものの2006 FIFAワールドカップ出場は逃した。2006 FIFAワールドカップ後にドゥンガ監督が就任すると、約1年ぶりに代表に招集され、11月15日のスイスとの親善試合で復帰した。
その後代表からは遠ざかっていたが、35歳になった2015年9月に、負傷したロベルト・フィルミーノの代役として約8年ぶりにブラジル代表に招集された。10月13日のワールドカップ予選・ベネズエラ戦で2005年2月9日の香港戦以来10年8ヶ月ぶりとなる得点を挙げた。

## 個人成績
| クラブ           | シーズン | 国内リーグ | 国内リーグ | 国内リーグ | 国内カップ2 | 国内カップ2 | 国内カップ2 | AFC1 | AFC1 | AFC1     | 通算 | 通算 | 通算     |
| クラブ           | シーズン | 出場       | 得点       | アシスト   | 出場        | 得点        | アシスト    | 出場 | 得点 | アシスト | 出場 | 得点 | アシスト |
| ---------------- | -------- | ---------- | ---------- | ---------- | ----------- | ----------- | ----------- | ---- | ---- | -------- | ---- | ---- | -------- |
| アル・ジャジーラ | 2009-10  | 11         | 8          | 8          | 5           | 5           | 2           | 0    | 0    | 0        | 16   | 13   | 10       |
| アル・ジャジーラ | 2010-11  | 11         | 10         | -          | 4           | 4           | -           | 3    | 1    | -        | 18   | 15   | -        |
| 通算             | 通算     | 22         | 18         | 8          | 9           | 9           | 2           | 3    | 1    | 0        | 34   | 28   | 10       |

1AFCチャンピオンズリーグ
2UAEプレジデンツ・カップやエティサラート・エミレーツ・カップなど

## タイトル

### クラブ
サンパウロFC
- カンピオナート・ブラジレイロ・セリエA：1回 (2006)

バレンシアCF
- プリメーラ・ディビシオン：1回 (2003-04)
- UEFAカップ：1回 (2003-04)

レアル・ベティス
- コパ・デル・レイ：1回 (2004-05)

ACミラン
- UEFAチャンピオンズリーグ：1回 (2006-07)

アル・ジャジーラ・クラブ
- エティサラート・エミレーツ・カップ：1回 (2009-10)
- UAEリーグ：1回 (2010-11)
- UAEプレジデンツ・カップ：2回 (2010-11, 2011-12)

サントスFC
- カンピオナート・パウリスタ：2回 (2015, 2016)

アトレチコ・ミネイロ
- カンピオナート・ミネイロ：1回 (2020)

### 代表
ブラジル代表
- コパ・アメリカ：1回 (2004)
- FIFAコンフェデレーションズカップ：1回 (2005)

### 個人
- コパ・リベルタドーレス 得点王：1回 (2003)
- AFCチャンピオンズリーグ 得点王：1回 (2012)
- AFC年間最優秀外国人選手賞：1回 (2012)
- カンピオナート・パウリスタ ベストイレブン：1回 (2015)
- カンピオナート・パウリスタ 最優秀選手賞：1回 (2015)
- ボーラ・ジ・オーロ 得点王：1回 (2015)